# Dieptelijn

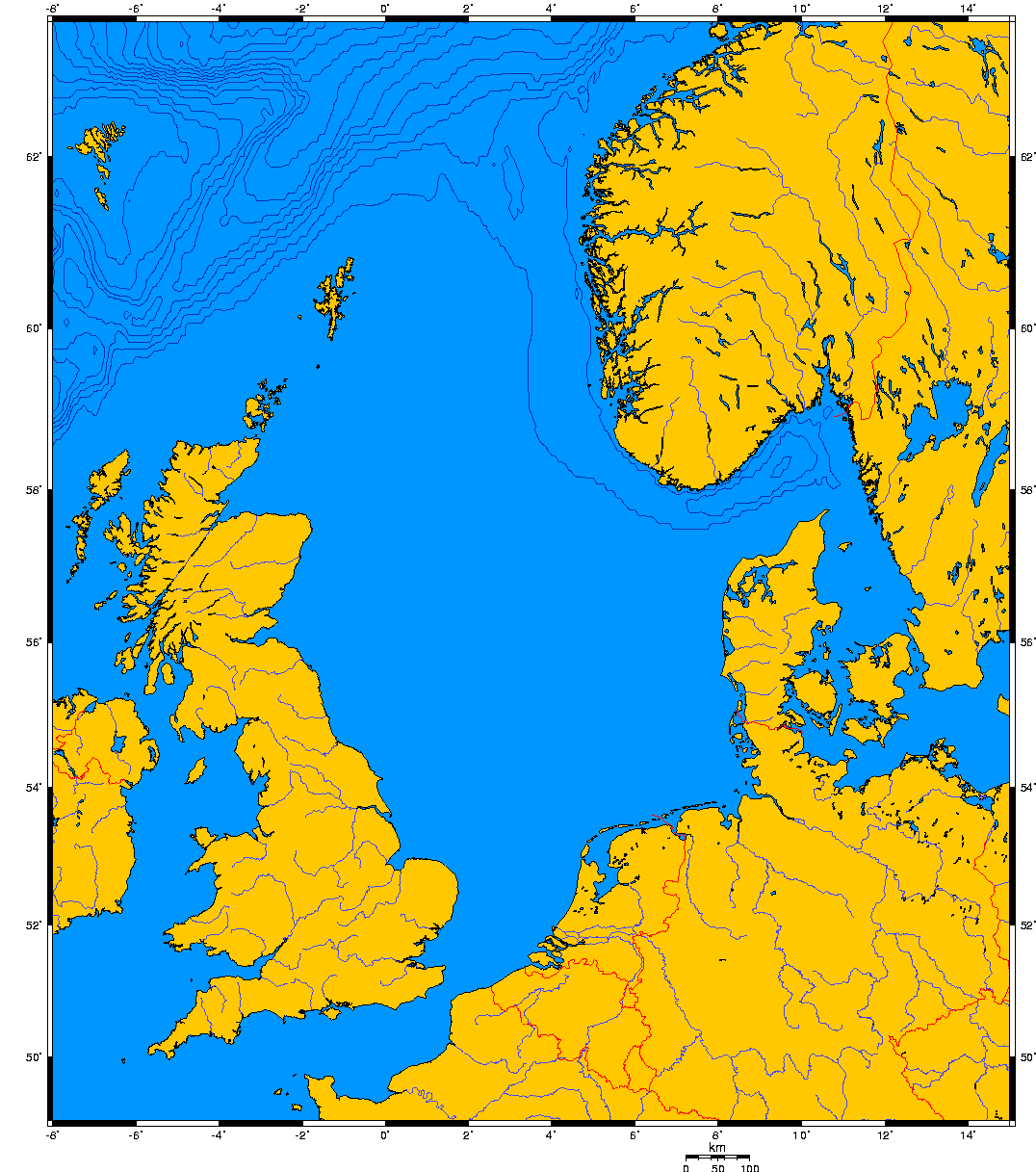
Zeekaart van de Noordzee met dieptelijnen om de 200 m.

Een dieptelijn of isobaat is een isolijn op zeekaarten, die alle punten met dezelfde diepte verbindt. De dieptelijn wordt vaak gemeten ten opzichte van gemiddeld laag laagwaterspringtij. In Nederland wordt er een 20 meter dieptelijn gehanteerd voor de kustlijn. De oudst bekende kaart met een dieptelijn is de kaart van het Spaarne waar Pieter Bruinsz in 1584 een dieptelijn van 7 voet intekende. De Nederlandse ingenieur Nicolaus Cruquius tekende de bedding van de rivier Merwede met dieptelijnen met intervallen van 1 vadem in 1727.